# Cementiri de Puigdelfí
El Cementiri de Puigdelfí és una obra de Perafort (Tarragonès) inclosa a l'Inventari del Patrimoni Arquitectònic de Catalunya.

## Descripció
Està situat al nord del nucli urbà i a gairebé un kilòmetre de distància.

## Història
El primer fossar de Puigdelfí, el podem localitzar al costat dret i part posterior de l'església i, possiblement, era petit.
La decisió de fer-ne un de nou es prengué juntament amb la de traslladar el de Perafort el 1884, per causes higièniques. Sembla, però, que el trasllat definitiu no es feu dins entrat el segle xx.
La construcció va ser a càrrec d'una germandat. Fa pocs anys, però, passà a propietat municipal.